# Пионерна дружина
Пионерната дружина е българско инженерно военно формирование, създадено през 1883 г., взело участие в Сръбско-българската война (1885) и съществувало до 1899 година.

## История
Пионерната дружина е формирана на 12 март 1883 г. в Шумен, на основание Височайша заповед № 16 от 22 февруари 1883 г., обявена в заповед № 35 от 11 март 1883 г. по Източния военен отдел, като в състава ѝ влизат четири роти, нестроева и телеграфна команда. За основа на дружината се използват Русенската и Софийската сапьорна рота. От едната инженерна рота се сформират 1-ва и 2-ра рота, а от другата – 3-та и 4-та роти. Телеграфната команда се придава към 3-та рота. Със Заповед № 16 от 23 февруари 1883 г. за командир на дружината е назначен подполковник Адолф Алексеевич Чудовски, който със своя заповед № 1 от 12 март той обявява, че е поел командването и съобщава състава на дружинния щаб и командирите на роти – за командир на първа рота е назначен капитан Степан Жданов; за командир на втора – капитан Николай Балбеков; за командир на трета, към която е и телеграфната команда – специалистът телеграфист капитан Николай Самер, а за командир на четвърта – подпоручик Марин Узунов. На 22 октомври 1883 г. се премества на гарнизон В Русе.
Пионерната дружина взема участие в Сръбско-българската война (1885), като в състава и влизат 4 пионерни роти и една телеграфна (5-а). Телеграфната рота е формирана със заповед по военното ведомство № 63 от 4 юни 1885 година. Действащите и запасните войници са от цялата страна, поради високите изисквания за грамотност и познания в областта на строителството. Към всяка една от 4-те пехотни бригади си придава по една пионерна рота. Всяка рота се състои от 240 – 260 войници.
На основание на Циркуляр № 136 от 10 октомври 1886 г. по Военното ведомство от 1 януари 1887 г. се преименува на Пионерен полк. В началото на 1891 г. полкът е преместен в София. Съгласно Височайши указ № 176 от 27 декември 1891 г. полкът се реорганизира в Пионерна бригада, в състав от три дружини и три специални роти. На 19 юни 1899 г. на основание на Височайши указ № 53 от 1899 г. се разформира, като трите му пионерни дружини се подчиняват на съответните дивизии, а техническата дружина на Военно-инженерната инспекция при Щаба на армията.

## Наименования
През годините формированието носи различни имена според претърпените реорганизации:
- Пионерна дружина (12 март 1883 – 1 януари 1887 г.)
- Пионерен полк (1 януари 1887 – 27 декември 1891 г.)
- Пионерна бригада (27 декември 1891 – 19 юни 1899 г.)

## Командири
- Подполковник Адолф Чудовски (от 11 март 1883 г.)
- Подпоручик Стефан Богданов (от ноември 1885 г.), временен
- Майор Атанас Узунов (1885 – 1886 г.)
- Подполковник Матей Андреев (през 1891 и 1892 г.)
- Подполковник Никола Рибаров